# Laffrey
Laffrey település Franciaországban, Isère megyében. Lakosainak száma 468 fő (2022. január 1.). Laffrey Saint-Pierre-de-Mésage, Saint-Théoffrey, Cholonge, Saint-Barthélemy-de-Séchilienne és Saint-Jean-de-Vaulx községekkel határos.

## Népesség
A település népességének változása:
| Lakosok száma | 238  | 211  | 249  | 360  | 398  | 429  | 455  | 465  | 467  | 468  |
|               | 1968 | 1982 | 1990 | 2006 | 2013 | 2015 | 2017 | 2019 | 2020 | 2022 |